# Madagaskarshama
Madagaskarshama (Copsychus albospecularis) är en fågel i familjen flugsnappare inom ordningen tättingar. Den är en vanlig fågel i olika miljöer på Madagaskar. Beståndet anses vara livskraftigt.

## Utseende och läte
Madagaskarshaman är en elegant liten fågel med lång stjärt. Hanen är blåsvart och vit, honan brun och beigefärgad. Båda könen uppvisar vitt i vingen. Västliga fåglar har vitt i stjärten och mer vitt i vingen medan de i nordost har svart buk. Sången är vacker, en pratig ramsa med visslingar, gnyn och skallrande ljud.

## Utbredning och systematik
Madagaskarshaman förekommer som namnet avslöjar på Madagaskar. Den delas in i tre distinkta underarter med följande utbredning:
- Copsychus albospecularis albospecularis – förekommer på nordöstra Madagaskar (övergår i inexspectatus på centrala östra Madagaskar)
- Copsychus albospecularis inexspectatus – förekommer på sydöstra östra Madagaskar (övergår i albospecularis på centrala östra Madagaskar)
- Copsychus albospecularis pica – förekommer på norra, västra och södra Madagaskar (Tsarantanamassivet söderut till Androyregionen)

Sedan 2016 urskiljer Birdlife International och naturvårdsunionen IUCN pica som den egna arten "pelzelnshama". 

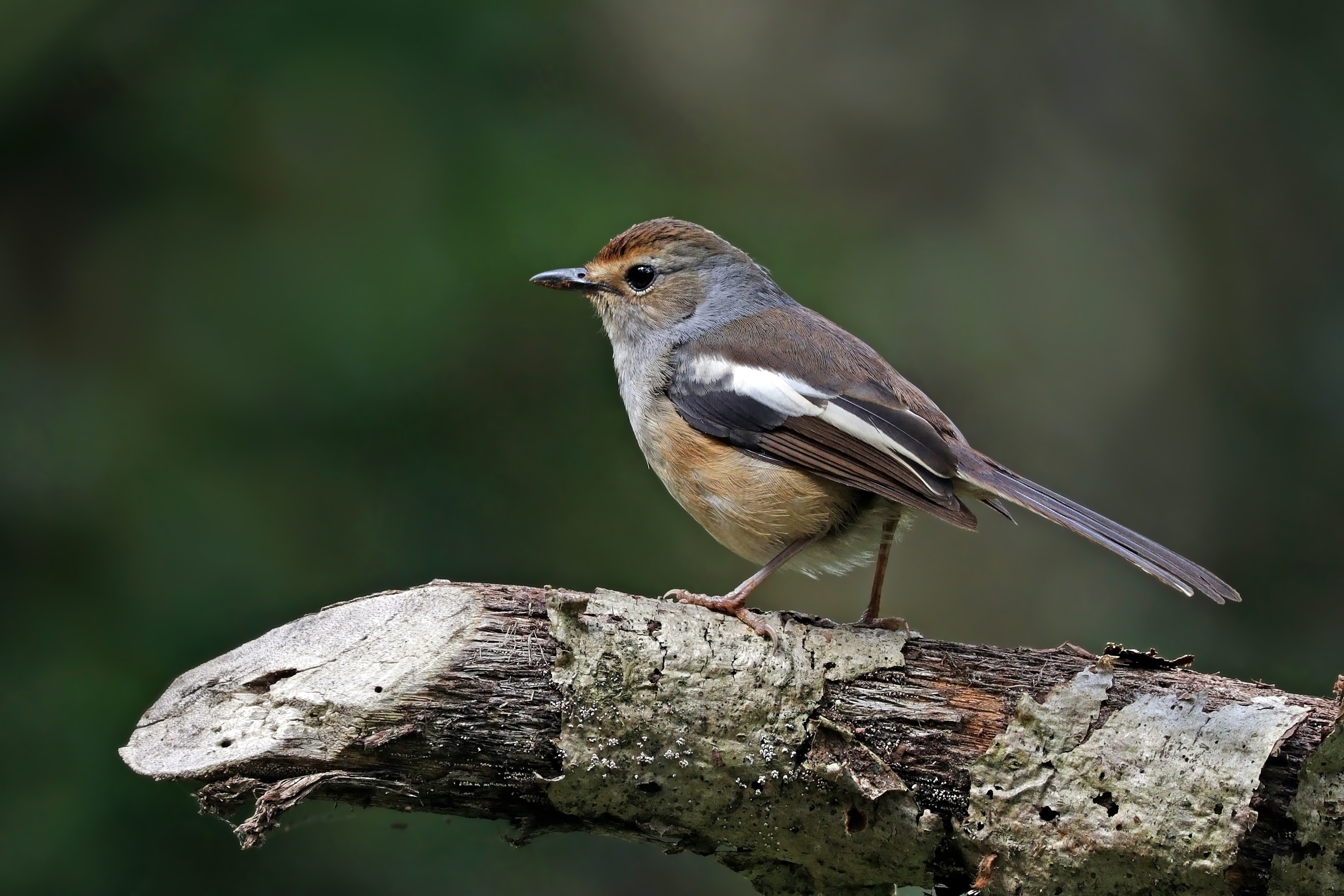
Hona av underarten pica, av vissa urskild som egen art.

### Familjetillhörighet
Shamor med släktingar ansågs fram tills nyligen liksom bland andra stenskvättor, stentrastar och buskskvättor vara små trastar. DNA-studier visar dock att de är marklevande flugsnappare (Muscicapidae) och förs därför numera till den familjen.

## Levnadssätt
Madagaskarshaman är en vanlig fågel i en lång rad skogstyper, liksom i buskmarker, plantage och trädgårdar. Där ses den mestadels i undervegetationen.

## Status
IUCN kategoriserar pica och övriga underarter var för sig, båda populationer som livskraftiga.